# Sumpftarn
Sumpftarn oder Sumpfmuster ist ein Tarnmuster, das in Deutschland für Ausrüstungsgegenstände und Tarnuniformen der Wehrmacht ab 1943 hergestellt wurde und in weiterentwickelter Form beim Bundesgrenzschutz (BGS) von 1952 bis in die 1980er Jahre im Einsatz war. In der ehemaligen BGS-Antiterroreinheit Grenzschutzgruppe 9 (GSG 9) wurde das Sumpftarn als Helmtarnüberzug noch um 2000 aufgetragen. Einige Länder, in die das Muster exportiert wurde, haben es noch heute im Einsatz.
Das erste Textiltarnmuster „Splittertarn“ Deutschlands wurde 1931 bei der Reichswehr eingeführt und zunächst nur für die dreieckigen Heereszeltbahnen verwendet. Während des Zweiten Weltkriegs wurden seine Einsatzmöglichkeiten vielfältig erweitert. So entstanden standardisierte Tarnuniformen ab Werk und freie Eigenproduktionen der Truppe aus Zeltbahnen an der Front.

## Grundsätzliche Beschreibung des Sumpftarnmusters
Die Ableitung des Sumpftarnschemas aus dem zwölf Jahre älteren Splittertarn ist offensichtlich. Der schematische Unterschied liegt in der Formgebung der „Splitter“, deren kantige, lineare Form nun aufgeweicht wurde und an den Rändern durch passende farbige Punktierungen, die nach außen hin immer feiner wurden, sanfter auslief. Gänzlich beibehalten wurden die unregelmäßigen Gruppen abgesetzten gestrichelten Linien, welche sich über das eigentliche Tarnschema verteilten und für zusätzliche Auflösung der Grundmusterung sorgen sollten. Die Ausrichtung der Linien ist über das gesamte Muster einheitlich angelegt.

## Sumpftarnmuster der Wehrmacht

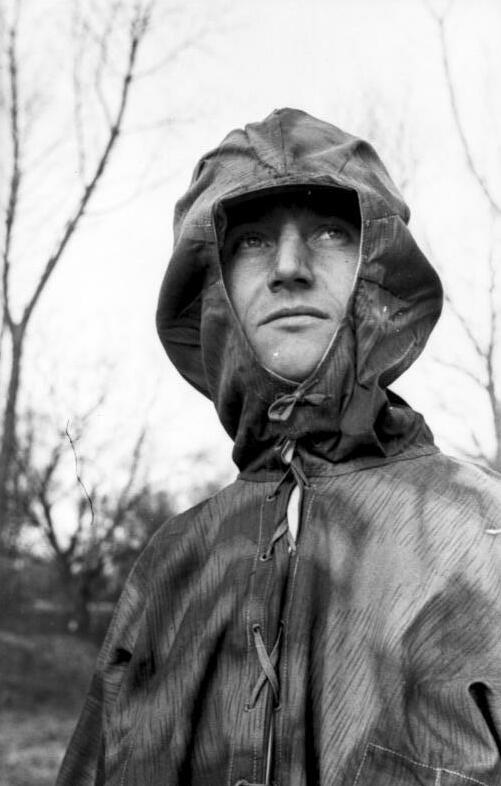
Scharfschütze der Wehrmacht in Sumpftarnmuster-Schlupfjacke an der Westfront (1943)

Im Jahre 1943 führte die Wehrmacht ein neues Tarnschema ein, das schwerpunktmäßig für gedeckte Einsätze in Frühjahr, Sommer und Herbst geeignet war. Gleichzeitig bot es in Feuchtgebieten und im Unterholz verstärkten Sichtschutz. Das Grundkonzept des Sumpftarnmusters zeigt deutliche Analogien zu dem am 18. Februar 1943 eingeführten dreifarbigen Tarnsystem für das Großgerät des Heeres. Die Idee des mit diesem System eingeführte RAL-Farbtons „Dunkelgelb nach Muster“ als Grundfarbe und darauf angebrachten zweifarbigen Flecken erscheint auch beim Sumpftarnmuster, wobei die vom Splittertarnmuster der Wehrmacht übernommene Strichtarnung die Musterung zusätzlich „verwischen“ sollte. Statt des beim dreifarbigen Tarnsystem verwendeten Farbtons RAL 8017 Rotbraun (heute: RAL 8017 Schokoladenbraun) wurde ein eher rötlicher Farbton verwendet, wie er in der Vegetation von Mooren und Tundren vorkommen kann. Die grünen Flecken des Sumpftarnmusters dagegen hatten ihre farbliche Ähnlichkeit im heute noch so verwendeten Farbton RAL 6003 Olivgrün, der zum Dreifarbensystem gehörte.

### Sumpftarnmuster M43
Das erste entwickelte Sumpftarnschema M1943 orientierte sich noch sehr deutlich am Tarnschema „Splittertarn M31“. Im Unterschied dazu war nun die Grundfarbe des Stoffes ein Beigeton und die immer noch in deutlicher kantiger Splitterform aufgebrachten rotbraunen und grünen Flecken berührten sich nicht mehr. Zudem liefen die Splitter durch passende farbige Punktierungen weicher aus. Darüber war das unregelmäßige in eine Richtung verlaufende gestrichelte Linienmuster in einem dunkleren Grünton gedruckt. Das Sumpftarnmuster M43 wurde in Form von Tarnschlupfjacken und vollständigen Tarnuniformen an Scharfschützen und Panzergrenadiere ausgegeben.

### Sumpftarnmuster M44
Das 1944 erschienene Schema unterschied sich von seinem Vorgänger konzeptionell lediglich darin, dass nun die kantige lineare Splitterform zugunsten weicherer, fleckigerer Formen aufgegeben worden war.
Da die deutsche Armee keinen zentralen Hersteller für Ausrüstungsgegenstände kannte, sondern mit verschiedenen regionalen Anbietern arbeitete, unterscheiden sich die hergestellten Produkte trotz einheitlicher Vorgaben mehr oder minder stark voneinander. Mit dem Fortschreiten des Krieges und der zunehmenden Mangelwirtschaft verstärkte sich dieser Effekt. Dies betraf nicht nur Schnittmuster und Herstellung von Uniformteilen, sondern auch die Farbgebung derselben. Im Laufe des Krieges wurden insbesondere in den besetzten Gebieten Uniformteile auch nach nicht standardisierten Gesichtspunkten angefertigt.
Die Sumpftarnmuster M43 und M44 wurden auch von der verbündeten ungarischen Armee verwendet und dort auch nach dem Zweiten Weltkrieg noch aufgetragen.

## Sumpftarnmuster des Bundesgrenzschutzes
Nach Gründung des Bundesgrenzschutzes am 16. März 1951 wurde zunächst das noch aus Reichswehrzeiten stammende Tarnschema Splittertarn für Ausrüstungsgegenstände und Tarnuniformen im BGS verwendet, jedoch nach Einführung des Sumpftarnmusters 1952 langsam ersetzt. Das Splittertarnmuster ist auf BGS-Fotos Ende der 1950er Jahre auf Zeltbahnen noch zu sehen. Beide Muster wurden also zumindest teilweise eine Zeit lang parallel getragen.
Angehörige des Bundesgrenzschutzes haben das Sumpftarnmuster bei Aufträgen zu Aufklärungszwecken an der Grenze zur DDR und bei Übungen im Gelände verwendet.
Wie lange das Sumpftarnmuster über das Jahr 1976 hinaus im Staatsauftrag für Spezialeinheiten und den Export hergestellt wurde/wird, ist nicht bekannt.
Vom Tarnschema Sumpftarn gab es beim BGS drei Varianten.

### 1952 bis 1959

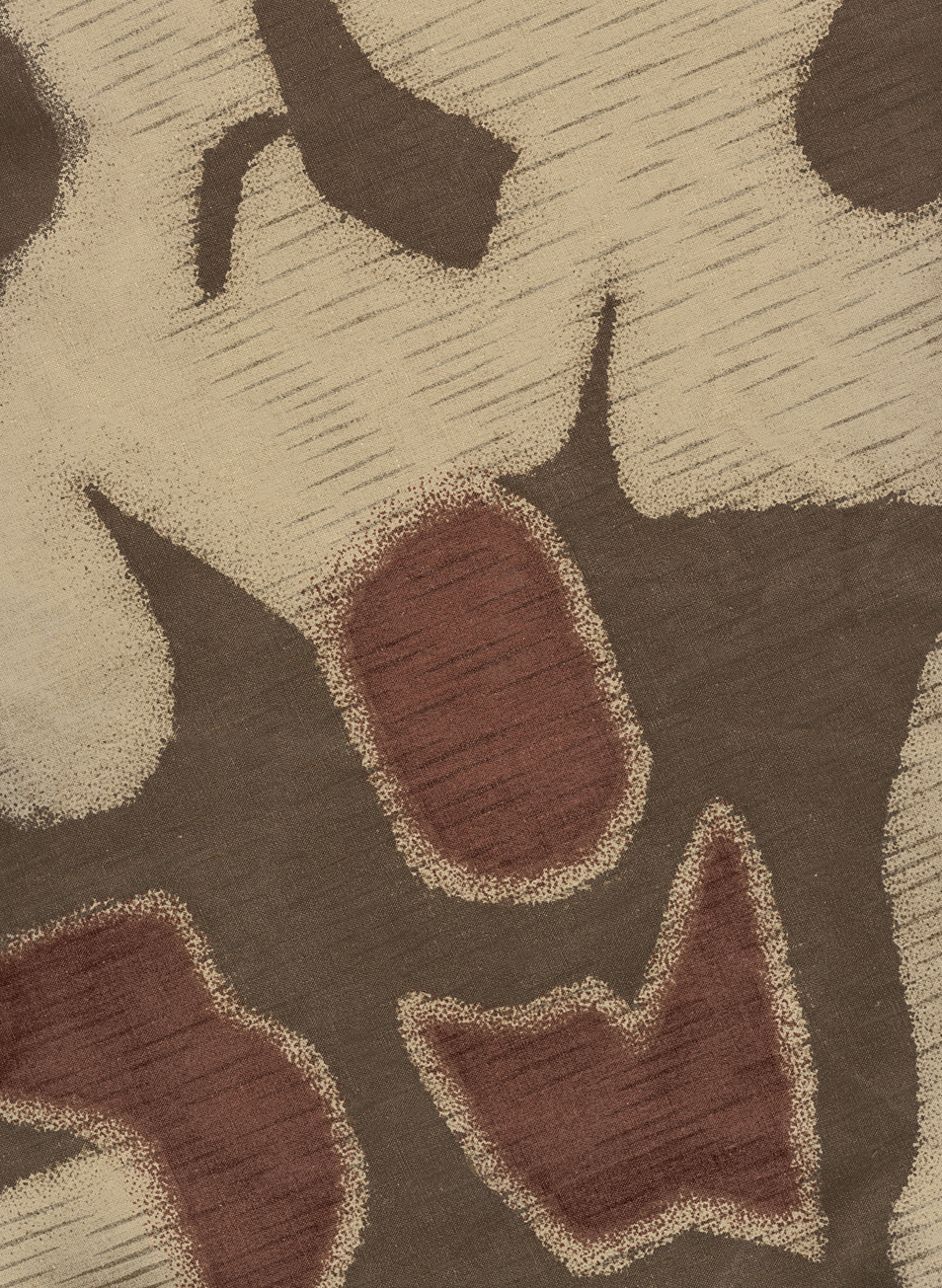
BGS-Sumpftarnmuster I

In der ersten Variante wurden die beigegrauen Flecken in unregelmäßigen Formen auf dem graubeigen Grund angeordnet. Die rotbraunen Flecken darüber eingestreut, wobei sich die beiden Flecken nicht überschnitten. Die unregelmäßig den gesamten Stoff überziehenden Linien, welche zuletzt aufgedruckt wurden, lösten die Formen zusätzlich auf.
Beim ersten BGS-Sumpftarn I, lassen sich die eingesetzten Farben folgendermaßen definieren.
- Grundton: RAL 1019 Graubeige
- rötliche Flecken: RAL 8012 Rotbraun
- Dunkelgraue Flecken: RAL 7006 Beigegrau
- Linien: RAL 7003 Moosgrau

Wichtig: RAL-Farben sind Lackfarben. Die hier genannten Farbwerte sollen nur eine ungefähre Anmutung der Originalfarben verdeutlichen.

### 1960 bis 1962
In der zweiten Variante blieben Grundton und Rotbraun dieselben, die bisher beigebraunen Flecken gingen jedoch einen Stich ins Grüne.

### 1963 bis heute

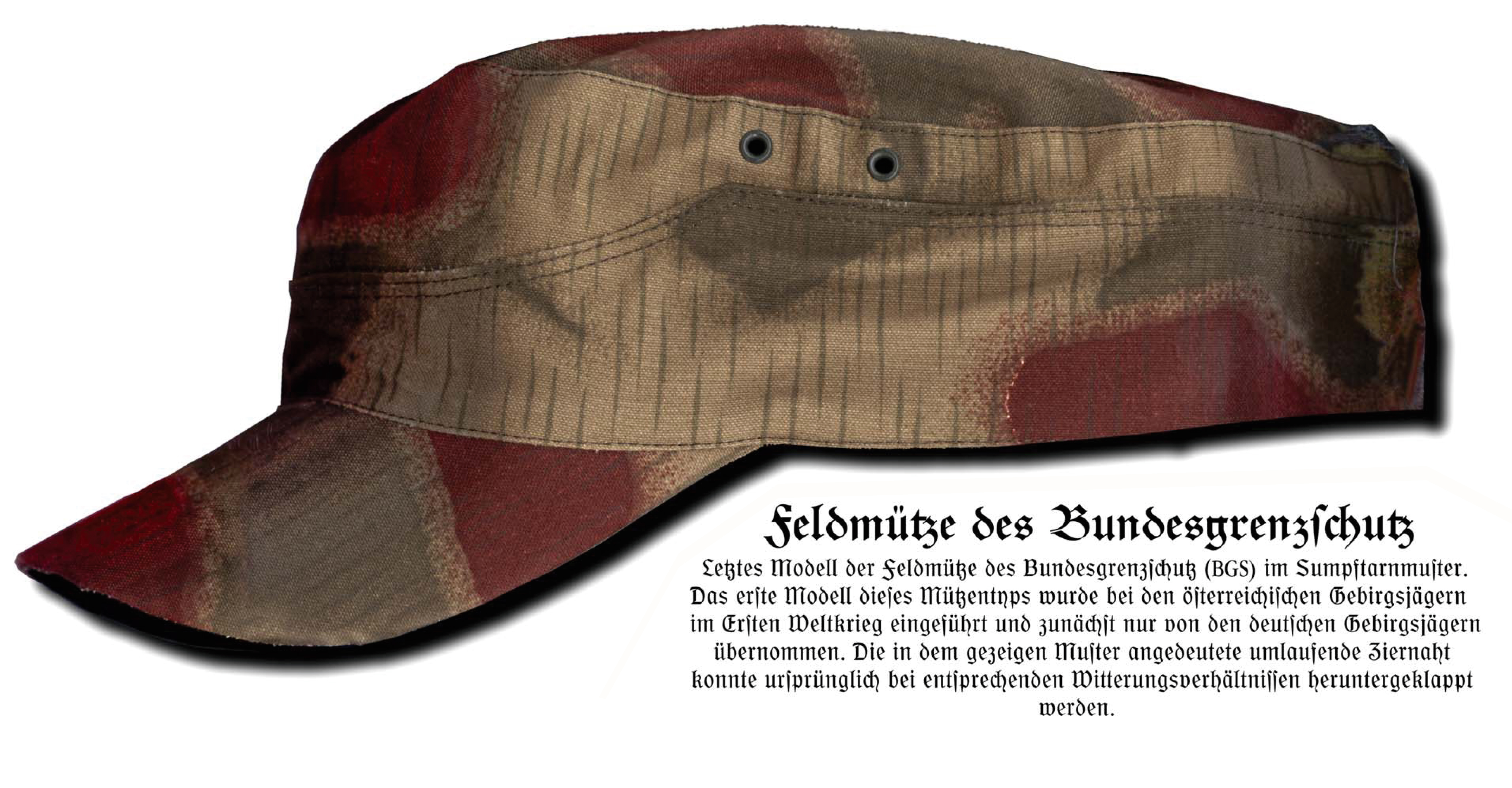
Feldmütze des Bundesgrenzschutz (BGS) mit Sumpftarnmuster

In ihrer letzten Version bleibt nur Rotbraun erhalten, der Grundton wird heller und die Flecken sind nun deutlich Grün.
Folgende Ausrüstungsteile wurden beim BGS im Sumpftarnmuster bedruckt:
- Dreieckszeltbahn
- Zeltbestecktasche
- Helmtarnüberzug
- Feldmütze
- Tarnjacke
- Tarnhose
- Parka
- Ärmelloser Nässeschutz

Alle Ausrüstungsgegenstände im Sumpftarnmuster hat der BGS 1976 nach politischen Entscheidungen ausgemustert und eine der Polizei fast identische Uniform eingeführt. Einige Gegenstände wie die Dreieckszeltbahnen wurden nun in blaugrauer Einheitsfarbe geliefert. Fotos zeigen BGS-Beamte jedoch noch in den 1980er Jahren bei Einsätzen während der Massendemonstrationen gegen die Wiederaufbereitungsanlage Wackersdorf in der Oberpfalz mit Sumpftarnuniformen.
Nur bei der BGS-Antiterroreinheit Grenzschutzgruppe 9 (GSG 9), die im September 1972 nach den palästinensischen Mordanschlägen während der Olympischen Spiele in München gegründet worden war, blieben Ausrüstungsgegenstände und zuletzt bis um 2000 der Sumpftarn-Helmüberzug im Einsatz.

### BGS-Sumpftarnmuster als Exportprodukt
BGS-Sumpftarnstoffe wurde von Deutschland aus in verschiedene Länder exportiert. So kleidete Libyen einige militärische Einheiten mit Uniformen im Sumpftarndruck ein, welche noch 2007 in Gebrauch waren.

## Sumpftarnmuster in Österreich
1962 wurde in der österreichischen Armee für Zelte in den Alpenregionen eine Vierfarb-Variante des BGS-Sumpftarnmusters eingeführt. Man übernahm dessen grundsätzliche Formgebung und tauschte lediglich das Beigebraun gegen Mittelgrau und die rotbraunen gegen olivgrüne Flecken. Das in Österreich Steintarn genannte Muster war bis 1978 in Gebrauch.

## Sumpftarnmuster in der Tschechoslowakei

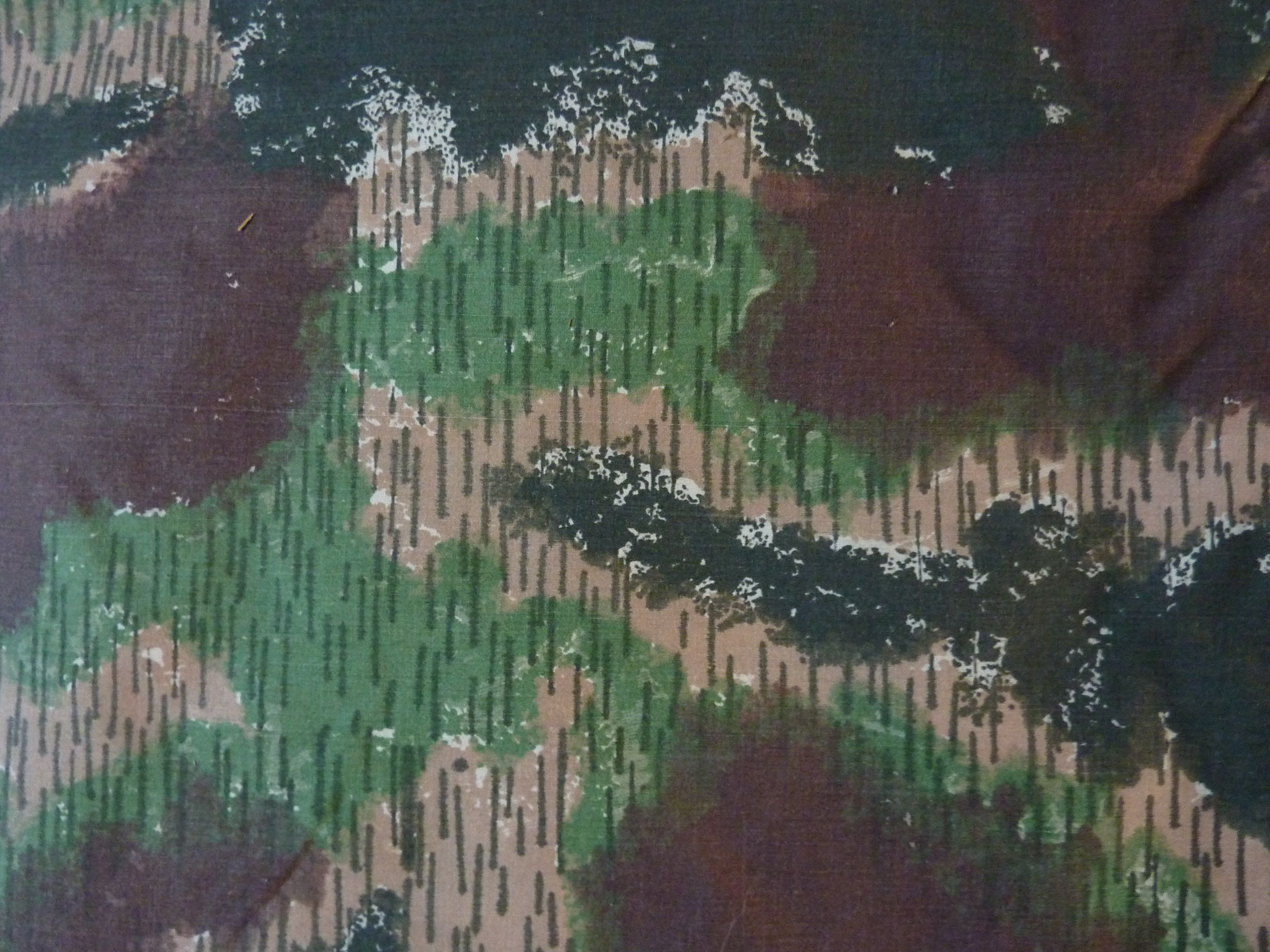
Sumpftarnmuster der Tschechoslowakischen Armee von 1952

Das erste tschechoslowakische Sumpftarnmuster das um 1950 in Gebrauch war, unterschied sich nicht vom Original-Wehrmachts-Sumpftarn 43 und wurde wahrscheinlich von erbeuteten deutschen Druckvorlagen nachgedruckt.
Zwischen 1952 und 1960 war in der Tschechoslowakei ein eigenes weiterentwickeltes Vierfarb-Sumpftarnmuster auf Basis des Wehrmachts-Sumpftarns 43 in Gebrauch, das zusätzlich noch schwarze Flecken in das Muster einstreute. Diese Muster war für Spezialeinheiten der Fallschirmjäger im Einsatz. Fast gleichzeitig erschien ein fast identisches tschechisches Sumpftarnmuster für die Zeltbahn. Es unterscheidet sich vom Fallschirmjägermuster darin, dass einige kleinere Stellen nicht bedruckt, also „weiß“ gelassen wurden. Die typischen gestrichelten Linien wurden bei beiden Mustern beibehalten.
1965 wurde in der tschechoslowakischen Armee ein neues Dreifarben-Sumpftarn eingeführt, das ebenfalls von den deutschen Vorbildern abgeleitet worden war. Das tschechoslowakische Sumpftarn war für alle Jahreszeiten vorgesehen und hatte seinen Vorgänger ebenfalls im Sumpftarnmuster 43, das in den späten 1940er Jahren bis in die frühen 1950er Jahre in der Tschechoslowakei für Zelte eingesetzt wurde. Der tschechoslowakische Nachdruck des Sumpftarnmusters 43 ist dabei vom deutschen Original nicht zu unterscheiden. Tschechoslowakisches Sumpftarn 65 unterscheidet sich u. a. vom BGS-Sumpftarn darin, dass alle Farben verschiedene Grüntöne haben. Natürlich fehlen auch die ausgerichteten gestrichelten Linienmuster nicht.

## Sumpftarnmuster in Bulgarien
1970 wurde in Bulgarien ein Dreifarben-Sumpftarnmuster eingeführt, das scheinbar Elemente des SS-Eichenlaub-Flecktarns aufnimmt. Dieses Muster wurde nur an spezielle Einheiten ausgegeben und ist sehr selten. Der Untergrund ist mit leichtem Grau bedruckt. Auf diesen sind mittelgrüne Kleckse „gespritzt“, wobei die großen Flecken, welche dem SS-Eichenlaubschema ähneln, von kleinen „Spritzern“ umgeben sind. Das typische Sumpftarnelement, die linearen Striche, erscheinen beim bulgarischen Sumpftarn im Ziegelrot. Das auch „Froschtarn“ genannte Muster war bis 1994 in Gebrauch.